# Morgensztern

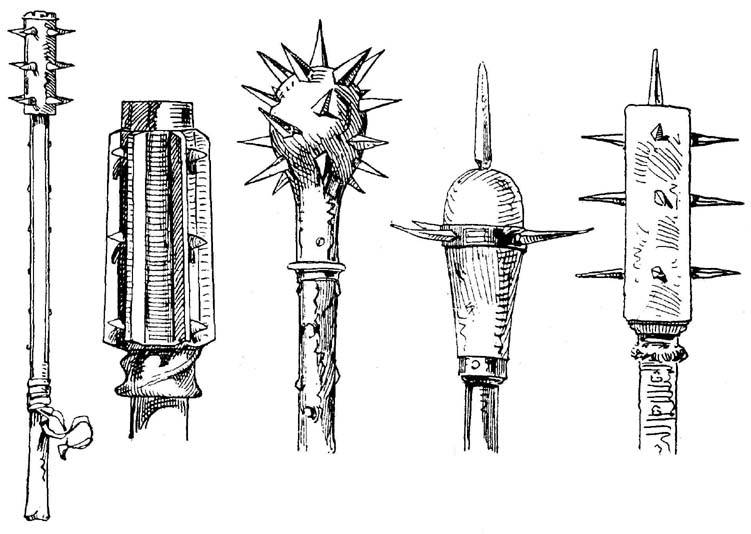
Różne odmiany czeskich morgenszternów

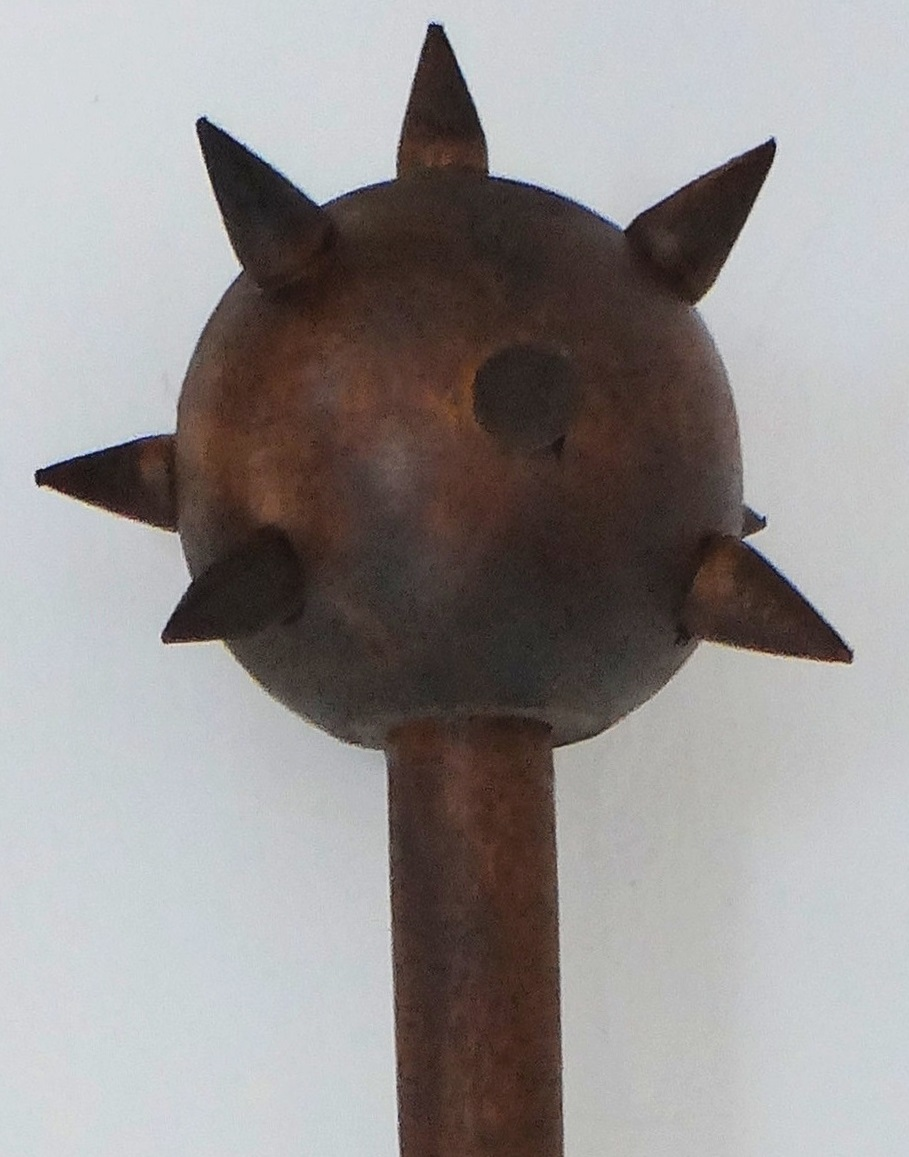
„Gwiazda zaranna”

Morgensztern, kropacz (potocznie „gwiazda poranna”, „gwiazda zaranna”, „jutrzenka”, z niem. Morgenstern) – rodzaj używanej w XIV-XVII wieku broni obuchowej (obuchowo-kłującej), rodzaj wekiery, okutej maczugi o głowicy nabitej żelaznymi kolcami w kształcie gwiazdy (stąd nazwa). 
Z okuwaną żelaznymi ćwiekami, gwoździami lub pierścieniami głowicą, stylisko miało różną długość, różna też była jakość wykonania broni – od najprostszych maczug drewnianych, z gwoździami nabitymi przez wiejskiego kowala, po świetnie wykonane egzemplarze z warsztatów zawodowych wytwórców broni.
„Jutrzenka” była w powszechnym użyciu od XIV do XVII wieku, głównie w oddziałach plebejskich i chłopskich (popularna zwłaszcza wśród husytów i niemieckich chłopskich powstańców XVI wieku) wykorzystywana zarówno przez piechotę, jak i konnych; niekiedy nawet na wyposażeniu arsenałów miejskich (Szwajcaria).
Flamandzką odmianą tej broni była maczuga zwana goedendag (godendac, godendaz – dosłownie „dzień dobry”), używana przez tamtejszą piechotę plebejską; z przedłużonym styliskiem (do 1,5 m) również przeciw konnemu rycerstwu (np. w bitwie pod Courtrai 1302).   
Nazwy "morgensztern" często niepoprawnie używa się na określenie kiścienia. Określenie „gwiazda poranna” jako typ broni funkcjonuje w polszczyźnie stosunkowo od niedawna; pojawiło się głównie za pośrednictwem obcojęzycznej literatury fantasy oraz gier fabularnych. Wskutek tego w tekstach często można spotkać się z niemiecką albo angielską wersją tej nazwy, jak również z różnymi (często błędnymi) jej definicjami.